# Lecci (Francia)
Lecci (in corso Lecci) è un comune francese di 1 786 abitanti situato nel dipartimento della Corsica del Sud nella regione della Corsica.

## Società

### Evoluzione demografica
Abitanti censiti